# Mahir Agva
Mahir Agva (* 26. Juni 1996 in Reutlingen) ist ein deutscher Basketballspieler. Er steht seit 2024 beim türkischen Verein Türk Telekomspor unter Vertrag.
Agva begann seine Karriere beim deutschen Erstligisten Tigers Tübingen, für den er bereits mit 16 ½ Jahren in der höchsten deutschen Spielklasse debütierte. Nach diesem einen Einsatz wechselte Agva jedoch zur folgenden Saison zunächst zum Zweitligisten erdgas Ehingen, mit deren Nachwuchsmannschaft Team Urspring er Vizemeister 2014 in der Nachwuchs-Basketball-Bundesliga (NBBL) wurde. Mit der deutschen U18-Auswahl erreichte er im Sommer 2014 den Wiederaufstieg in die Division A der besten europäischen Auswahlmannschaften und wurde als einer der besten fünf Spieler in das „All-Tournament Team“ des Qualifikationsturniers gewählt. Nachdem im Frühling 2015 der Abstieg der Ehinger aus der ProA bereits feststand, wechselte Agva zurück nach Tübingen, wo er die Walter Tigers erfolgreich im Kampf um den Klassenerhalt in der Basketball-Bundesliga unterstützte.

## Karriere
Agva, dessen kurdische Eltern aus dem Südosten der Türkei stammen, begann seine Karriere bei der TSG Reutlingen in seiner Heimatstadt und wechselte 2011 in die Nachwuchsmannschaften des deutschen Erstligisten Walter Tigers Tübingen. Neben seinen Einsätzen in der Jugend-Basketball-Bundesliga (JBBL) kam Agva in der Saison 2011/12 bereits sechsmal in der Juniorenmannschaft in der Nachwuchs-Basketball-Bundesliga (NBBL) zum Einsatz. In der folgenden Saison, in der Agva altersmäßig nur noch in der NBBL spielen durfte, bekam er am Saisonende Ende Februar 2012 als drittjüngster Spieler überhaupt im Alter von gut 16 ½ Jahren bereits eine kurze Einsatzmöglichkeit in der Herrenmannschaft in der höchsten deutschen Spielklasse Basketball-Bundesliga. Nach Saisonende wechselte er jedoch zum Zweitligaverein TSG Erdgas Ehingen, dessen Nachwuchsmannschaft vom Kooperationspartner der Urspringschule zu den dominierenden Mannschaften der NBBL mit fünf Meisterschaften in zuvor sieben Austragungen gehört. Der Titelverteidiger Team Urspring verlor jedoch das Endspiel beim NBBL Top Four 2014 gegen den Nachwuchs des Erstligisten Alba Berlin, was die einzige Niederlage der Mannschaft in jener Saison war. Bei der U18-Europameisterschaft der Division B im Sommer 2014 gelang Agva mit der deutschen U18-Auswahl der Turniersieg und Wiederaufstieg in die Division A der besten europäischen Auswahlmannschaften; zusammen mit seinem Mannschaftskameraden Andreas Obst wurde Agva in die Auswahl der fünf besten Spieler des Turniers in das „All-Tournament Team“ berufen. Im Januar 2015 wurde Agva wie im Vorjahr zum All-Star-Game der NBBL eingeladen und war Topscorer der diesmal unterlegenen Südauswahl.
Nach dem Wechsel nach Ehingen 2013 kam Agva auch regelmäßig in der Herrenmannschaft in der zweithöchsten Spielklasse ProA zum Einsatz. Mit den Ehingern erreichte er den dritten Hauptrundenplatz in der ProA-Spielzeit 2013/14 und die beste Platzierung der Vereinsgeschichte, doch bereits in der ersten Play-off-Runde um den Aufstieg schied man gegen den Sechsten Rent4office Nürnberg aus. Zu diesem Verein wechselte der langjährige Ehinger Erfolgstrainer Ralph Junge und die Ehinger fanden sich in der ProA-Saison 2014/15 im Kampf um den Klassenerhalt wieder. Trotzdem wurde Agva, der weiter auch in der NBBL im Einsatz war, dreimal als Youngster des Monats der zweithöchsten Spielklasse ausgezeichnet. Nachdem der Abstieg der Ehinger nicht mehr zu vermeiden war sowie die NBBL-Mannschaft überraschend bereits in der ersten Play-off-Runde ausgeschieden und erstmals das Schlussturnier verpasst hatte, wechselte Agva Ende März 2015 zurück in den Tübinger Erstligakader. Mit den Tübingern stellte er den Klassenerhalt in den Bundesliga-Spielzeiten 2014/15 sowie 2015/2016 sicher.
Mit der U20-Nationalmannschaft wurde er bei der EM 2016 Vierter. Im August 2016 gab Bundesliga-Konkurrent Frankfurt Skyliners Agvas Verpflichtung bekannt. Er verließ die Frankfurter nach einem Jahr in Richtung des Landesrivalen Gießen 46ers. Im August 2017 nahm er mit der deutschen Studentennationalmannschaft an der Sommer-Universiade 2017 in Taipeh teil.
Nachdem er in der Saison 2018/19 in 34 Bundesliga-Spielen für Gießen im Durchschnitt 8,2 Punkte und 3,6 Rebounds je Begegnung erzielt hatte, wagte Agva in der Sommerpause 2019 den Schritt ins Ausland, als er einen Vertrag beim türkischen Verein Darüşşafaka SK Istanbul unterschrieb. In 23 Ligaspielen während der Saison 2019/20 erzielte er für Darüşşafaka im Durchschnitt drei Punkte und 2,6 Rebounds. Im Sommer 2020 wechselte er zu Karşıyaka SK nach Izmir. Nach insgesamt 62 Ligaeinsätzen (4,2 Punkte/Spiel) für die Mannschaft innerhalb von zwei Spielzeiten wurde Agva in der Sommerpause 2022 von Galatasaray Istanbul unter Vertrag gestellt. In 30 Ligaspielen für die Istanbuler erzielte Agva im Durchschnitt 1,3 Punkte je Begegnung und ging in der Sommerpause 2023 zu Petkimspor.
Bei Petkimspor war er mit 9,3 Punkten sowie 4,6 Rebounds je Begegnung, die im Durchschnitt während der Saison 2023/24 erbrachte, Leistungsträger. Türk Telekomspor aus Ankara gab im Juni 2024 Agvas Verpflichtung bekannt.